# Secessão nos Estados Unidos
A Secessão nos Estados Unidos é um fenômeno político diretamente relacionado com ao surgimento dos Estados Unidos como um Estado independente que declarou independência do Império Britânico. Ao longo da história dos Estados Unidos, houve constantes discussões sobre o direito ao separatismo, uma vez que tais promessas estão enunciadas no documento fundador dos Estados Unidos - a Declaração de Independência. Foi o desejo de separatismo que causou a Guerra Civil Americana de 1861-1865. Atualmente, a posição oficial da Suprema Corte dos EUA é que o separatismo é inconstitucional, enquanto o povo dos Estados Unidos retém o direito à revolução, durante a qual pode exigir a independência nos termos de um tratado de paz. Os Estados Unidos concederam independência aos seus territórios dependentes (Palau, Ilhas Marshall, Micronésia) após a vontade da população destes territórios.
Existem vários movimentos separatistas importantes no país. O mais influente deles é o Partido da Independência do Alasca, que busca a secessão do Estado do Alasca dos Estados Unidos para criar seu próprio Estado. No noroeste dos Estados Unidos, alguns residentes defendem a formação de um novo Estado – a República de Cascadia.

Em 2009, o governador do Texas, Rick Perry, disse o seguinte:
"O Texas é um lugar único. Quando nós entramos para a União em 1845, uma das questões foi que nós poderíamos deixá-la se nos decidíssemos por isso", disse Perry aos jornalistas. "Minha esperança é que a América, e Washington em particular, preste atenção. Nós temos uma grande União, não há qualquer motivo para dissolvê-la. Mas se Washington continuar a zombar do povo americano, quem sabe o que pode acontecer. Mas o Texas é um lugar único, e somos independentes o suficiente para sair."
Em 6 de março de 2011, uma manifestação exigindo a independência do Estado ocorreu em frente ao prédio do Congresso na capital do Texas, Austin. A razão para isto foi atribuída principalmente à crescente dívida nacional dos EUA.

## Lista de movimentos separatistas ativos nos EUA

Territórios reivindicados por vários movimentos separatistas na América do Norte.

- Alasca
  - Partido político: Alaskan Independence Party[11]
- Aridoamérica
  - Estado proposto: Confederação de Estados Aridoamericanos,  República de Sonora
  - Grupo de Pressão: Comisión Nacional de Gobernadores, Proyecto Aridoamérica, Movimiento Aridoamericano Identitario

- Black Belt (Região dos EUA)
  - Grupo de Pressão: RNA, Novo Partido Pantera Negra, Exército de Libertação do Povo Negro
  - Estado proposto: Republica da Nova África

- Lakota Sioux
  - Grupo de Pressão: Lakotah Oyate e Movement for the determination of the people sioux
  - Estado proposto: República de Lakota e República Sioux Lakota

- Maine
  - Estado proposto: Republica de Maine
  - Grupo de Pressão: Free Maine

- Minnesota
  - Estado proposto: República Popular da Estrela do Norte
  - Grupo de Pressão: North Star Republic

- Nova Inglaterra
  - Grupo de Pressão: Aliança da Confederação da Nova Inglaterra

- New Hampshire
  - Estado proposto: New Hampshire
  - Grupo de pressão: Free State Project

- Cidade de Nova Iorque
  - Grupos de Pressão: Peter Vallone, Free City of Tri-Insula

- Estado de Nova Iorque
  - Grupos de Pressão: Joseph Sawiki (Western Long Island), Randy Kuhl (Upstate)
  - Estado proposto: Independent Long Island

- Norte da Nova Inglaterra, Terra Nova e Labrador, Nordeste Atlântico, Mid-Atlantic, Ontário, Pradarias canadenses, Região Centro-Oeste dos Estados Unidos, Norte da Região Oeste dos Estados Unido, e o Noroeste Pacífico
  - Grupos de Pressão: nacionalistas brancos, separatismo branco, e grupo de Neonazismo
  - Estado proposto: Vinlândia

- Oklahoma
  - Grupo de Pressão: Indian Nations Republic of Oklahoma representado pelas cinco maiores tribos nesse estado.

- O Sul
  - Grupo de Pressão: Liga do Sul, Congresso Nacional Sulistas
  - Partido político: Partido Sulista
  - Estado proposto: Estados Confederados da América ou Estados Unidos do Sul

- Carolina do Sul
  - Estado proposto: República da Carolina do Sul
  - Grupo de Pressão: SC League of the South

- Estados Unidos do Sudoeste
  - Estado proposto: Aztlan, dependente do México
  - Grupos de Pressão: Nation of Aztlán, MEChA, La Raza

- Texas
  - Estado proposto: República do Texas
  - Grupo de Pressão: Movimento Nacionalista do Texas (Texas Nationalist Movement - TNM), República do Texas (Republic of Texas organization)

- Vermont
  - Estado proposto: Green Mountain Republic of Vermont
  - Partido político: Partido Independentista de Vermont[12][13]
  - Grupo de Pressão: Segunda República de Vermont

- Porto Rico
  - Partido político: Partido Independentista Portorriquenho (PIP)
  - Grupos de Pressão: Partido Nacionalista Portorriquenho, Federação Universitária Pró-Independência (FUPI), União da Juventude Socialista (UJS), Movimento Independentista Nacional Hostosiano (MINH), Frente Socialista (FS), National Congress for the Descolonizations (CONADE)
  - Organizações Rebeldes: Exército Popular Boricua (Macheteros), Forças Armadas de Libertação Nacional (FALN)

- Ilhas Virgens Americanas e Ilhas Virgens Britânicas
  - Partidos Políticos: Partido Independentista das Ilhas Virgens Caribenhas, Partido da União das Ilhas Virgens

- Califórnia
  - Estado proposto: Segunda República Californiana/"Nova" Califórnia
  - Grupo de Pressão: Yes California
  - Partido político: Partido Nacional da Califórnia